# Liste der Bischöfe von Tournai
Die folgenden Personen waren Bischöfe und Fürstbischöfe des Bistums Tournai bzw. Doornik (Belgien):
- 540: Hlg. Eleutherius
- 545: Heiliger Medardus
- erwähnt 549 und 552: Agrecius
- zwischen 626 und 1146 war das Bistum Tournai mit dem Bistum Noyon (Frankreich) vereinigt, siehe Liste der Bischöfe von Noyon
- ca. 626–ca. 638: Acarius
- 641–660: Eligius
- ca. 661–ca. 686: Mummolinus
- Gondoinus
- ca. 700: Antgarius
- ca. 715: Chrasmar
- ca. 721: Garoul
- ca. 723: Framenger
- ca. 730: Hunuan
- ca. 740: Gui et Eunuce
- ca. 748: Elisée
- ca. 756/765: Adelfred
- ?: Dido
- 769–ca. 782: Giselbert
- ca. 798/799: Pleon
- ca. 815: Wendelmarus
- ca. 830/838: Ronegarius
- ca. 830/838: Fichard
- 840–860: Immon
- 860–879: Rainelme
- 880–902: Heidilon
- 909: Rambert
- 915–932: Airard
- 936– †936: Walbert
- 937–950: Transmar
- 950–954: Rudolf
- 954–955: Fulcher
- 955–977: Hadulphe
- 977–988: Liudolf von Vermandois
- 989–997: Radbod I.
- 1000–1030: Hardouin
- 1030–1044: Hugo
- 1044–1068: Balduin
- 1068–1098: Radbod II.
- 1098–1113: Baudry
- 1114–1123: Lambert von Zonnebeke
- 1123–1146: Simon von Vermandois
- 1146–1149: Anselm
- 1149–1166: Gerard
- 1166–1171: Walter
- 1173–1190: Everard von Avesnes
- 1192–1203: Stephan von Tournai
- 1203–1218: Gossuin
- 1219–1251: Walter von Marvis
- 1252–1261: Walter von Croix
- 1261–1266: Johann I. Buchiau
- 1267–1274: Johann II. d'Enghien
- 1275–1282: Philippe Mouskes
- 1283–1291: Michael von Warenghien
- 1292–1300: Johann III. von Vassogne
- 1301–1324: Guy von Boulogne (auch Bischof von Cambrai)
- 1324–1326: Elie von Ventadour
- 1326–1333: Wilhelm von Ventadour
- 1333: Theobald von Saussoire
- 1334–1342: André Ghini
- 1342–1349: Johann IV. des Prés
- 1349–1350: Pierre de Forest (auch Bischof von Paris)
- 1351–1377: Pierre d'Arbois
- 1379–1388: Pierre d'Auxy
  - 1380–1384: Jean de West
- 1388–1410: Louis de la Trémouille
- 1410–1433: Jean de Thoisy
- 1433–1437: Jean d'Harcourt
- 1437–1460: Jean Chevrot
- 1460–1473: Guillaume Fillastre d. J.
- 1474–1483: Ferry de Clugny
- 1483–1505: Schisma von Tournai
- 1505–1513: Charles de Hautbois
- 1514–1518: Thomas Wolsey
- 1519–1524: Louis Guillard
- 1524–1564: Charles de Croy
- 1564–1574: Guibert D’Ongnies
- 1574–1580: Pierre Pintaflour
- 1580–1586: Max Morillon
- 1586–1592: Jean Venduille
- 1592–1614: Michel D’Esne
- 1614–1644: Max Villain
- 1644–1660: François Villain
- 1660–1689: Gilbert de Choiseul
- 1689–1705: François de Caillebot de La Salle
- 1705–1707: Louis-Marcel de Coëtlogon-Méjusseaume
- 1707–1713: René de Beauveau (danach Bischof von Toulouse)
- 1713–1731: Johann Ernst von Löwenstein-Wertheim
- 1731–1770: Franz Ernst von Salm-Reifferscheidt
- 1770–1776 Vakanz
- 1776–1793: Wilhelm Florentin von Salm-Salm (danach Erzbischof von Prag)
- 1793–1802 Vakanz
- 1802–1819: François-Joseph Hirn
- 1819–1829 Vakanz
- 1829–1834: Jean-Joseph Delplanque
- 1834–1877: Gaspart-Joseph Labis
- 1877–1881: Edmond Dumont
- 1881–1897: Isidoro-Giuseppe-Victor du Rousseaux
- 1897–1915: Carlo Gustavo Walravens
- 1915–1924: Amedeo Crooy
- 1924–1939: Gastone Antonio Rasneur
- 1940–1945: Luigi Delmotte
- 1945–1948: Stefano Carton de Wiart
- 1948–1977: Charles-Marie Himmer
- 1977–2002: Jean Huard
- 2003–heute: Guy Harpigny